# Per Otnes
Per J. Otnes (* 1941) ist ein norwegischer Soziologe, der an der Universität Oslo Soziologie lehrt.
Nach Studienabschluss als M.A. (Soziologie) durchlief er die üblichen Karrierestationen: Tutor, wissenschaftlicher Assistent (für Rechtssoziologie bei Vilhelm Aubert), Forschungs- und Promotionsstipendiat, Promotion, Universitätsdozent. Otnes wurde 1985 Professor für Soziologie an der Universität Oslo. Er war 1985/91 und 1996 Redaktionsmitglied des norwegischen soziologischen Jahrbuchs (Sosiologisk årbok) und gehört seit 2002 dem internationalen wissenschaftlichen Beirat der British Sociological Association (BSA) an. Als Soziologe interessiert sich Otnes beruflich vor allem für Mobilität und Transport, Kultur und Medien, Urbanität und Konsum, Einkaufszentren und Architektur.

## Schriften (Auswahl)
- Den samiske nasjon. Interresseorganisasjoner i samenes politiske historie, Pax, Oslo 1970
- Slutten på etterkrigstida, Pax, Oslo 1973
- Social Change and Social Science in Norway (Scandinavian Sociology, Bd. 25 [1977] 1, S. 57–100)
- Power, powerlessness, overpowering, in: „Sosiologisk Arbok“, Univ. of Oslo, Oslo 1986
- Exorbitant exchange. The defective empirical foundations of sociological models of social exchange, ISO rapport, Oslo 1987, ISBN 82-570-0862-1
- Can we support ourselves by driving to each other? A chreseological suite in eight movements, ISO rapport, Oslo 1994
- OtherWise. Alterity, materiality, mediation, Scandinavian Universities Press, Oslo 1997
- Society and economy. Models of social man, Solum 2004